# Royuela
Royuela – gmina w Hiszpanii, w prowincji Teruel, w Aragonii, o powierzchni 32,5 km². W 2011 roku gmina liczyła 247 mieszkańców.